# Виффор
Виффо́р (фр. Viffort) — коммуна во Франции, находится в регионе Пикардия. Департамент коммуны — Эна. Входит в состав кантона Эссом-сюр-Марн. Округ коммуны — Шато-Тьерри.
Код INSEE коммуны — 02800.

## Население
Население коммуны на 2010 год составляло 333 человека.
| 1962 | 1968 | 1975 | 1982 | 1990 | 1999 | 2010 |
| ---- | ---- | ---- | ---- | ---- | ---- | ---- |
| 249  | 207  | 186  | 207  | 236  | 212  | 333  |

## Экономика
В 2010 году среди 219 человек трудоспособного возраста (15—64 лет) 173 были экономически активными, 46 — неактивными (показатель активности — 79,0 %, в 1999 году было 68,9 %). Из 173 активных жителей работали 157 человек (85 мужчин и 72 женщины), безработных было 16 (6 мужчин и 10 женщин). Среди 46 неактивных 9 человек были учениками или студентами, 24 — пенсионерами, 13 были неактивными по другим причинам.